# Rodolfo Vitela
Rodolfo Vitela Arévalo (nascido em 10 de março de 1949) é um ex-ciclista olímpico mexicano. Representou sua nação em dois eventos nos Jogos Olímpicos de Verão de 1976.
Vitela ganhou a Volta à Costa Ricaes em 1974.